# Motława

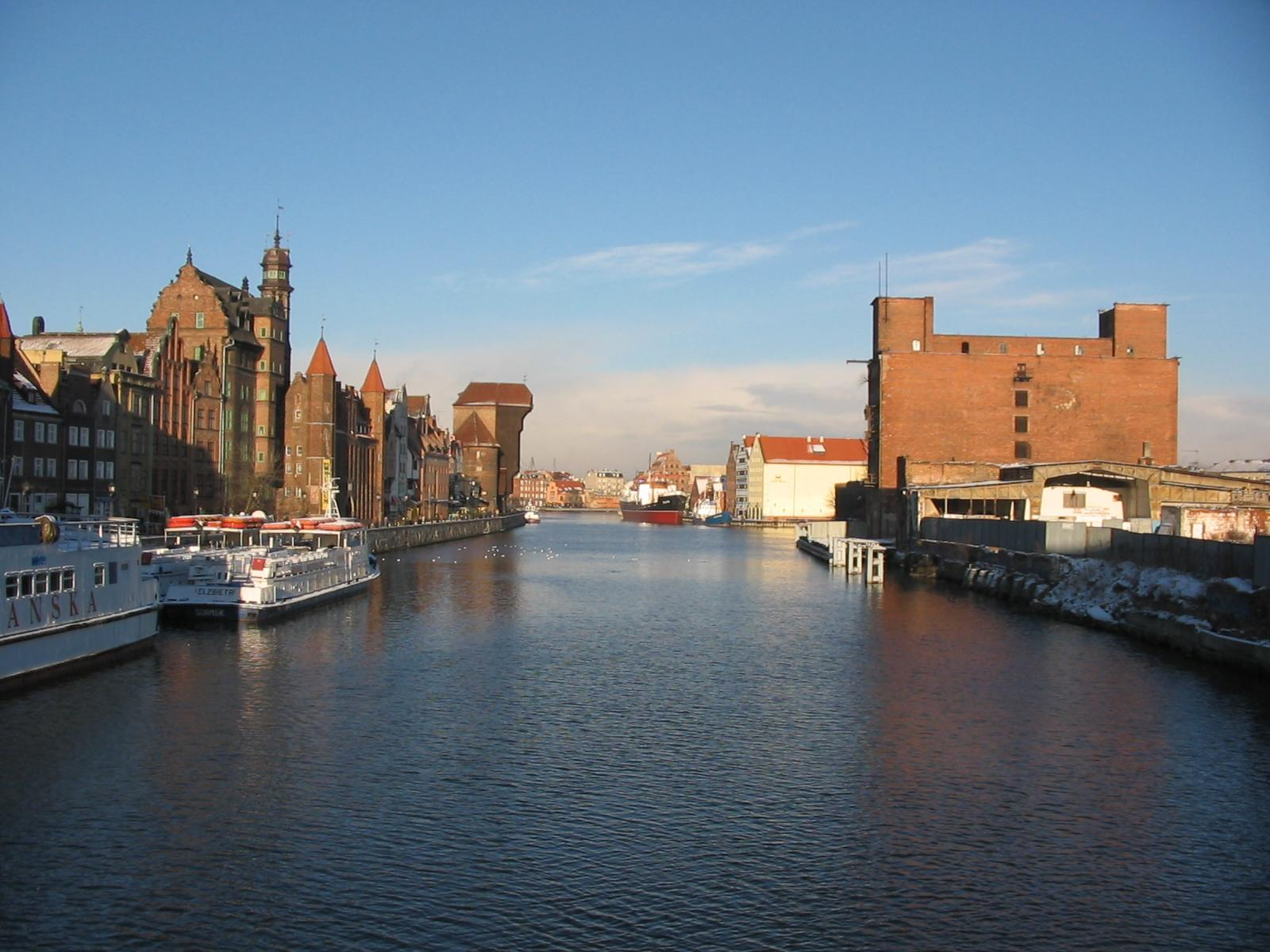
Motława in Gdańsk

De Motława (Duits: Mottlau) is een rivier in het noorden van Polen. De rivier is 64,7 km lang en de oppervlakte van het stroomgebied bedraagt 1.511,3 km².
De rivier mondt uit in de Wisła in de stad Gdańsk. In de zestiende en zeventiende eeuw werd een kanaal gegraven die de rivier verbond met de haven.